# Emil Schult
Emil Schult (* 10. Oktober 1946 in Dessau, lebt in Viersen) ist ein deutscher Maler, Poet und audiovisueller Künstler.

## Biografie
Schult begann nach Studien der Sinologie in Münster, 1969 an der Kunstakademie Düsseldorf in der Klasse für Druckgrafik bei Diter Rot zu studieren. Später wechselt er zur Klasse von Joseph Beuys und beendet 1973 das Studium als Meisterschüler von Gerhard Richter. Sowohl Joseph Beuys und Diter Rot sowie Rots Partnerin Dorothy Iannone verbleiben wichtig für Schults künstlerische Entwicklung. 1969 wohnt Schult in Rots Atelierhaus in Reykjavik.
Schult entwickelt ein breites Werk von Druckgrafiken, Zeichnungen und Künstlerbüchern, die philosophische Schriften beinhalten sowie Gedichte, Comics, Collagen und Zeichnungen. Früh beginnt er Filme in seinem Werk einzubringen und auch zu malen; später widmet er sich hauptsächlich der Hinterglasmalerei.
Von 1970 bis 1974 kollaboriert Schult mit der von Joseph Beuys gegründeten Free International University. Von 1973 bis 1975 ist er als Lehrer an einem Gymnasium in Düsseldorf tätig, später als Lehrbeauftragter an seiner früheren pädagogischen Hochschule in Münster. Schult veröffentlicht Bücher über Kunstpädagogik.
Zusammen mit Emma Nilsson gründete er 2017 das audio-visuelle Projekt Transhuman Art Critics.

## Zusammenarbeit mit Kraftwerk
Im Jahr 1972 begann Schult die künstlerische Zusammenarbeit mit den Kraftwerk-Gründern Ralf Hütter und Florian Schneider. Als Künstlerfreunde erschufen sie den Musik-Comic für das Album Ralf und Florian sowie die Cover für Autobahn, Radio-Aktivität und zusätzliche Grafiken für weitere Alben. In den nächsten Jahren schrieben sie Texte und Klang-Poesie für Autobahn, Radio-Aktivität, Das Model, Taschenrechner, Computerwelt u. a. 
1979 vertiefte er seine Studien der Computer Musik am Stanford Artificial Intelligence Laboratory, Stanford University, CA, USA. Ende 1982 zog Schult auf die Bahamas.

## Werke und Ausstellungen
Auf den Bahamas entwickelt Schult seinen ausgeprägten Stil in der Hinterglasmalerei, welches sein künftiges Werk ausmachen soll. Es handelt sich um eine alte chinesische Technik, die für Schult einen aktuellen Blick auf die Malerei eröffnet da heute die Welt vor allem durch Glas – durch das Fenster, durch das Glas des Tablets, des Fernsehers etc. – wahrgenommen wird. Seit Mitte der 1980er arbeitet Schult zudem mit Videos und computer-animierten Bildern.
Seit den frühen 1990ern lebt Schult wieder in Düsseldorf, wo er den Auftrag erhielt eine Krypta für die Robert-Schumann-Musikhochschule zu kreieren. Die Krypta ist zu einem komplexen künstlerischen Raum geworden, der als Möglichkeit zur Meditation für die Studierenden und Lehrenden gedacht ist. Karlheinz Stockhausen komponierte eigens ein Werk ’50 Klangbilder’ für diesen Raum nach 50 Fotografien, die Schult von der Krypta gemacht hatte. Es ist in Form einer DVD in der Publikation „Symbolik einer Krypta“ (Droste Verlag, 2012) veröffentlicht.
In Schults künstlerischem Werk spielen Themen wie die Evolution der elektronischen Chips eine zentrale Rolle wie auch eine Serie an Hommagen an Pioniere der elektronischen Entdeckungen und Entwicklungen. Sein Fokus liegt auf dem visuellen Potential der Kunst und seine jüngsten Gemälde reflektieren die Verbindung zwischen dem Menschen, dem elektronischen Mikrokosmos und der unermesslichen Weite des Raumes.
Schult hat zuletzt Einzelausstellungen gezeigt im Osthaus Museum Hagen, DE, Burchfield Penney Art Center, Buffalo, NY, USA, Rauschenberg Gallery at Florida South Western State College, Fort Myers, FL, USA, Heinz Nixdorf MuseumsForum, Paderborn, DE, Institute for Electronic Arts at Alfred University, NY, USA, University of Illinois, Urbana-Champaign, IL, USA.
Er war als Gastprofessor tätig am Institute for Electronic Arts, Alfred University NY, USA.
Er hat in Gruppenausstellungen teilgenommen in den Deichtorhallen Hamburg, DE, Haus der Kulturen der Welt, Berlin, DE, Galerie Buchholz, New York, USA, AC Gallery, Peking, CHN, in der Zhang Zhou International Contemporary Art Exhibition, China, Kunsthalle Düsseldorf, DE, Raketenstation Hombroich Neuss, DE, Tampa Museum of Art, FL, USA, Julia Stoschek Foundation, Düsseldorf, DE u. v. a.
Seit 2017 kollaboriert Schult mit Emma Nilsson als Transhuman Art Critics. 2019 schlossen sich Lothar Manteuffel und Max Dax an. Transhuman Art Critics betrachten die Evolution der elektronischen Musik und Kunst aus der Perspektive der erweiterten Menschen. Die Beobachtungen werden als audio-visuelle Werke präsentiert, in denen archäologische Funde verschmelzen mit der Wahrnehmung der Zukunft.

## Publikationen (Auswahl)
- FLUXUS to FUTURE. Works 1967–2017, Hg. Emma Nilsson, Transhuman Art Critics Publishing, Düsseldorf (2017)
- Emil Schult, Karlheinz Stockhausen: Symbolik einer Krypta, mit dvd “50 Klangbilder” von Karlheinz Stockhausen, Droste Verlag, Düsseldorf (2012)
- Emil Schult: Test Bilder 1999 – Test Cards 1999 (1999)
- Emil Schult, Peter Rech unter Mitarbeit von Lothar Manteuffel, Katarina Jacobsen und Notburga Rech: Spiele mit Kunst – Kunst-Spiele. Bergedorfer Förderprogramme 6, Text Heiner Müller, Verlag Sigrid Persen, Hamburg – Horneburg/Niederelbe (1981)
- Liederheft. Guten Morgen Schöne Blume. 10 Lieder, Gute Zeiten Musikverlag, Edition von 100 (1979)
- Liederheft. 10 Lieder, Gute Zeiten Musikverlag, Edition von 100 (1977)
- Emil Schult, Peter W. Rech: Konzept Didaktik, unter Mitarbeit von Lothar Manteuffel u. v. a., Verlag für Lehr & Musische Bücher Emil Schult, Düsseldorf (1976)
- Emil W. Schult: Gesichter – Visages – Köppe – Faces – Capites – Heilabrot, Edition Hansjörg Mayer, Stuttgart, Edition von 500 (1974)
- Der andere Comic “Dürerchen’s Mondfahrt” von Johannes Geuer, Emil Schult, Derrek Kremer, Young Voss, Christof Kohlhöfer, H.P. Wallner, selbstverlegt (1972)
- A Book of Man. Connected Memories. Finally. Part 3 B Tree, Fred Jahn, München, Edition von 500 (1970)
- A Book of Man. Connected Drawings, selbstverlegt, signiert und nummeriert, Edition von 100 (1969)
- A Book of Man Second Part Two, Unikat Manuskript, selbstverlegt in einer veränderten Version, Edition von 200, signiert und nummeriert (1969)
- Es war einmal ein Gästebuch, Publiziert als: Das war mal ein Gästebuch, Galerie Fred Jahn, Edition von 1000 (1969)